# Aconitum columbianum
Aconitum columbianum är en ranunkelväxtart som beskrevs av Thomas Nuttall. Aconitum columbianum ingår i släktet stormhattar, och familjen ranunkelväxter.

## Underarter
Arten delas in i följande underarter:
- A. c. columbianum
- A. c. viviparum

## Bildgalleri

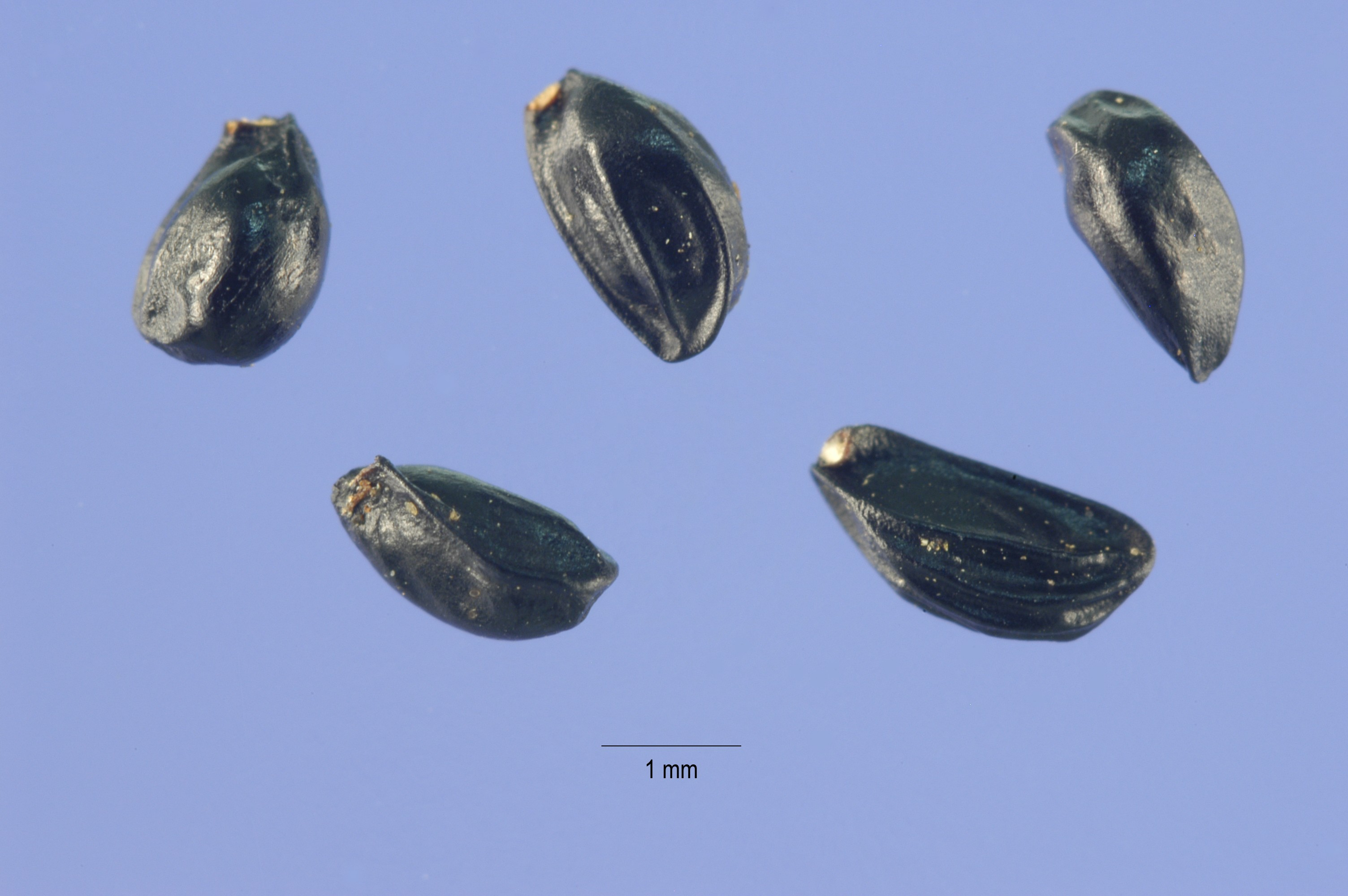